# Galeodes karunensis
Espèce
Galeodes karunensis est une espèce de solifuges de la famille des Galeodidae.

## Distribution
Cette espèce est endémique d'Iran. Elle se rencontre vers Dezfoul.

## Description
La femelle holotype mesure 42 mm.
Les mâles mesurent de 35 à 40 mm et les femelles de 30 à 42 mm.

## Étymologie
Son nom d'espèce, composé de karun et du suffixe latin -ensis, « qui vit dans, qui habite », lui a été donné en référence au lieu de sa découverte, le Karoun.

## Publication originale
- Birula, 1905 : Beiträge zur Kenntnis der Solifugen-Fauna Persiens. Bulletin de l'Académie impériale des sciences de St.-Pétersbourg, sér. 5, vol. 22, p. 247-286 (texte intégral).